# Hannes Meidal
Erik Hannes Meidal (født 18. juni 1979 i Stockholm) er en svensk skuespiller, bedst kendt for sin hovedrolle i den moderne svenske 2017-version af Hamlet og desuden for sin birolle i tv-serien Familien Löwander. Han blev uddannet på Teaterhögskolan i Stockholm fra 2003-2007 og har siden 2013 været en del af Dramatens faste skuespillerstab.

## Biografi
Meidal debuterede som dramatiker i 2005 med solopræstationen Kafka på Strindbergs Intima Teater og Teater Galeasen i Stockholm. Han forfattede monologen Trompe-l'oeil sammen med Jens Ohlin; en monolog han efterfølgende spillede på Kulturhusets scene LIMBO (2007-2008) samt opførte stykket Rövare, frit efter Schiller (2012) og Don Giovanni (2014) på Unga Dramaten. Med Ohlin skrev han desuden Marodörer (Dramaten 2015) og Hamlet (Teater Galeasen/Dramaten 2017), i hvilken han spillede titelrollen. Han har ligeledes været engageret på Teater Galeasen, Strindbergs Intima Teater, Turteatern, Unga Tur, Judiska teatern, Riksteatern, Malmö stadsteater, Parkteatern og Stockholms stadsteater og medvirket i Radioteaterns forestillinger. Meidal har læst teatervidenskab og været redaktør på bogen Dionysos och Apollon - Keve Hjelms tankar om teater (Carlsson bokförlag 2004).
I 2003 medvirkede Hannes Meidal i den anmelderroste opsætning af Tadeusz Slobodzianeks teaterstykke Vår klass på Teater Galeasen. I 2017 fik han sammen med Jens Ohlin tildelt Svenska Dagbladets Thaliapris for titelrollen i deres selvkreerede version af Hamlet på Teater Galeasen og på Sveriges Television. Hamlet modtog desuden Svenska teaterkritikers förenings teaterpris 2017. For sin fortolkning af rollen fik han tildelt Stockholms stads kulturstipendium 2018 med følgende begrundelse: "Hannes Meidals rollefortolkning af Hamlet skaber en dyb medfølelse hos publikummet. Hans uforglemmelige skildring gør traditionelle fortolkninger af rollen overflødige. En rystende skildring, der sætter sig i krop og sjæl."

## Filmografi (udvalg)
- 2022 - Dogborn - Kjell
- 2021 - Ture Sventon og ungdommens kilde (tv-serie) – Dan
- 2021 - Sneengle (tv-serie) – Jesper
- 2019 - De dage blomsterne blomstrer – Daniel Ek
- 2018 - Kristina Ohlsson: Stockholm requiem (tv-serie) – David Stenman
- 2017-2020 - Familien Löwander (tv-serie) – Philippe Goldstein
- 2017 - Hamlet - Hamlet
- 2013 - Stockholm Stories – kollega i Finansministeriet